# Богуцин (Люблінське воєводство)
Богуцин (пол. Bogucin) — село в Польщі, у гміні Гарбув Люблінського повіту Люблінського воєводства.
Населення — 1076 осіб (2011).

## Демографія
Демографічна структура станом на 31 березня 2011 року:
|          | Загалом | Допрацездатний вік | Працездатний вік | Постпрацездатний вік |
| -------- | ------- | ------------------ | ---------------- | -------------------- |
| Чоловіки | 509     | 120                | 346              | 43                   |
| Жінки    | 567     | 126                | 320              | 121                  |
| Разом    | 1076    | 246                | 666              | 164                  |